# 刘秉彝
刘秉彝，明朝人，是一名明朝政治人物。
刘秉彝曾于1400年接替张翥任崇明县知县一职，1406年由江恕接任。